# Abtei Prémontré

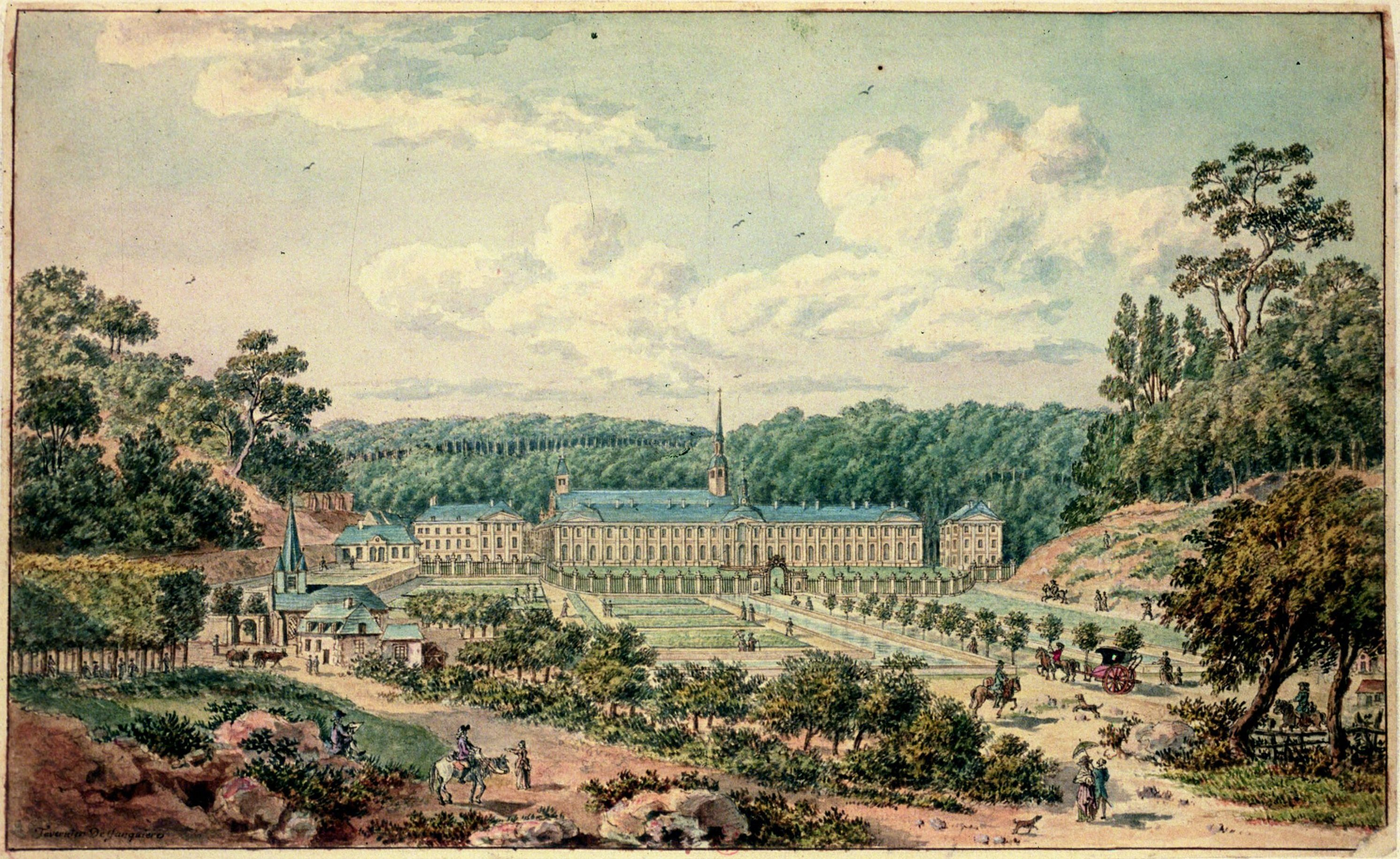
Abtei Prémontré, Aquarell von Tavernier de Jonquières, 1780er Jahre

Die Abtei Prémontré in Prémontré westlich von Laon (Département Aisne, Frankreich) war das Mutterhaus des Prämonstratenserordens.

## Geschichte
Norbert von Xanten gründete die Abtei im Jahr 1120 auf Brachland, das zuvor der Abtei Saint-Vincent in Laon (die Mönche von Saint-Vincent hatten vergebens versucht, das Land zu kultivieren) und später einem Bischof von Laon gehört hatte. In der Schenkungsurkunde wurde der Ort Præmonstratus oder pratum monstratum (Pré-montré oder Prémontré) genannt. Dies bezog sich vielleicht auf eine Lichtung im Wald, war möglicherweise aber auch angelehnt an den Ausdruck locus praemonstratus, „(von Gott) gezeigter Ort“, wie er in den Lebensbeschreibungen Gottfried von Kappenbergs, eines der ersten Schüler Norberts, erscheint (1127): „Venit ad locum vere juxta nomen suum, a Domino premonstratum, electum et prædestinatum.“ Eine alte Überlieferung berichtet, dass der Bischof von Laon und Norbert von Xanten Prémontré Mitte Januar besucht hätten und der Bischof Norbert das weiße Habit am 25. Januar, dem Fest der Konversion des Paulus von Tarsus (Damaskuserlebnis), übergeben habe.  

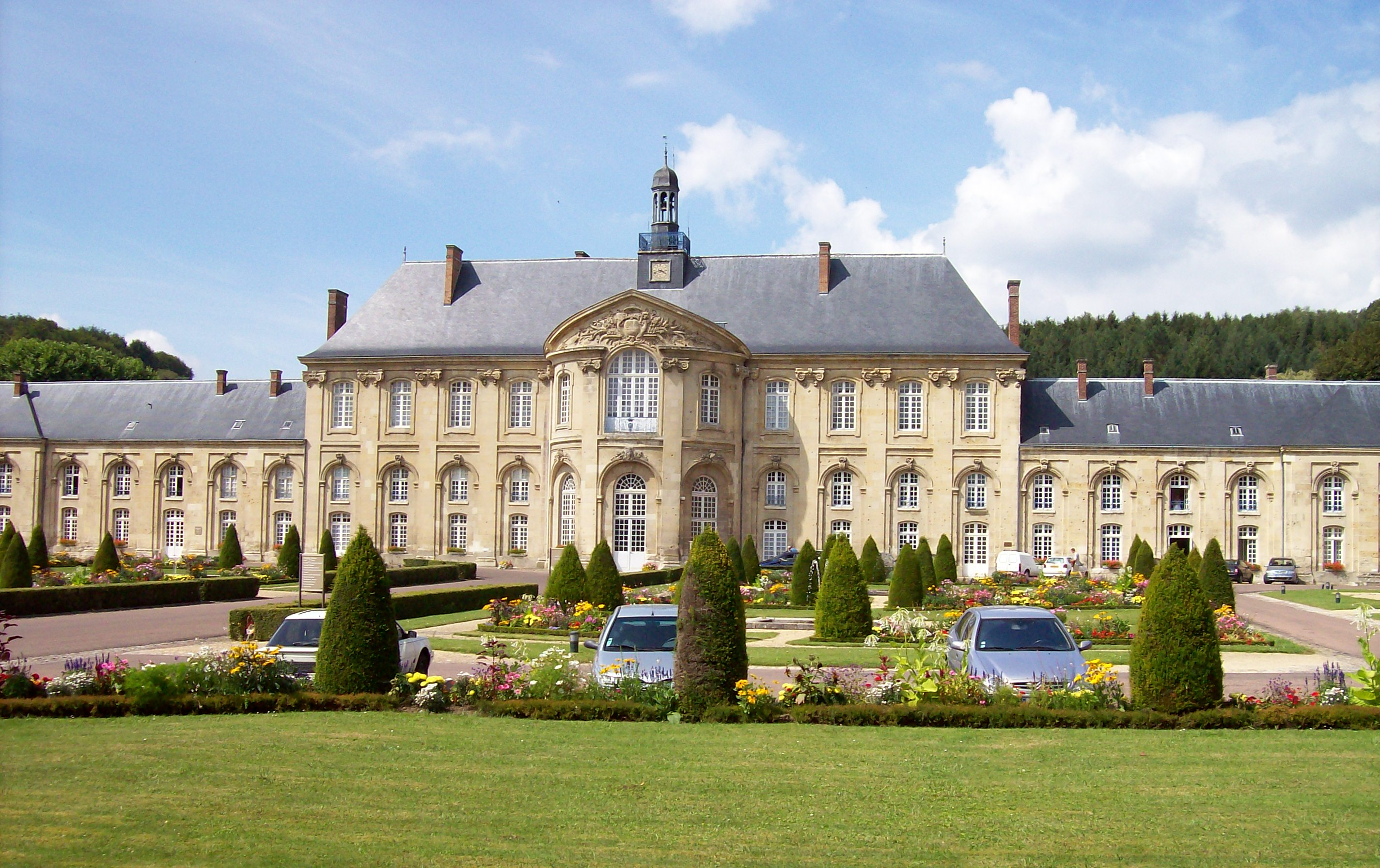
Palais der Äbte

Nach dem Ende des Konzils von Lüttich 1131 kamen Papst Innozenz II. und Norbert nach Laon zu Bischof Bartholomäus. Gemeinsam besuchten sie die Abtei Prémontré, wo zu diesem Zeitpunkt bereits etwa 500 Priester, Kleriker und Laienbrüder unter der Leitung Abt Hugos von Fosses lebten. Im Generalkapitel von 1141 wurde dann entschieden, das Frauenkloster (es war ursprünglich Brauch bei den Prämonstratensern, Doppelklöster zu errichten) so zu verlegen, dass es mindestens eine Meile vom Männerkloster entfernt war. Am 10. Februar 1161 starb Abt Hugo, sein Nachfolger wurde Philipp, zuvor Abt von Belval in den Ardennen. Ein weiterer bedeutender Abt in der Geschichte von Prémontré war Abt Johannes II., der 1252 das Kolleg der Prämonstratenser an der Sorbonne gründete.
Nach dem Tod des 43. Generalabts von Prémontré, Virgilius, gelang es dem Kardinal Franz von Pisa, sich als Kommendatarabt von Prémontré einsetzen zu lassen und sich so ab 1535 die Abtei und ihre gesamten Einkünfte zu sichern. Sein Nachfolger wurde der Kardinal Ippolito II. d’Este († 1572), päpstlicher Legat in Frankreich. Taiée nennt diese beiden Kardinäle etwas polemisch „les fléaux de Prémontré“ („die Geißeln von Prémontré“). Nach dem Tod Estes kam eine freie Abtwahl zustande, in der Jean Des Pruets, Theologe an der Sorbonne, gewählt wurde; diese Wahl wurde am 14. Dezember 1572 von Papst Gregor XIII. bestätigt. Des Pruets gelang es, die finanziellen Verhältnisse in Prémontré und anderen Häusern des Ordens wieder zu ordnen und zu konsolidieren. Er starb am 15. Mai 1596. Mit seinen Nachfolgern, Longpré und Gosset, bekam Prémontré weitere fähige Äbte. Deren Nachfolger wurde schließlich der Kardinal Richelieu, wiederum als Kommendatarabt.
Der letzte Generalabt, l’Ecuy, wurde 1781 gewählt. In der Französischen Revolution wurde die Abtei aufgelöst, ihr Besitz beschlagnahmt und die Gebäude an einen gewissen Cagnon verkauft, der einige Teile abreißen ließ und die Steine verkaufte. Nach einigen weiteren Besitzwechseln kam die Abtei schließlich in die Hände von Paul-Armand de Cardon de Garsignies, Bischof von Soissons, dessen Nachfolger sie an das Département Aisne verkaufte, das wiederum aus der Abtei eine psychiatrische Anstalt machte.

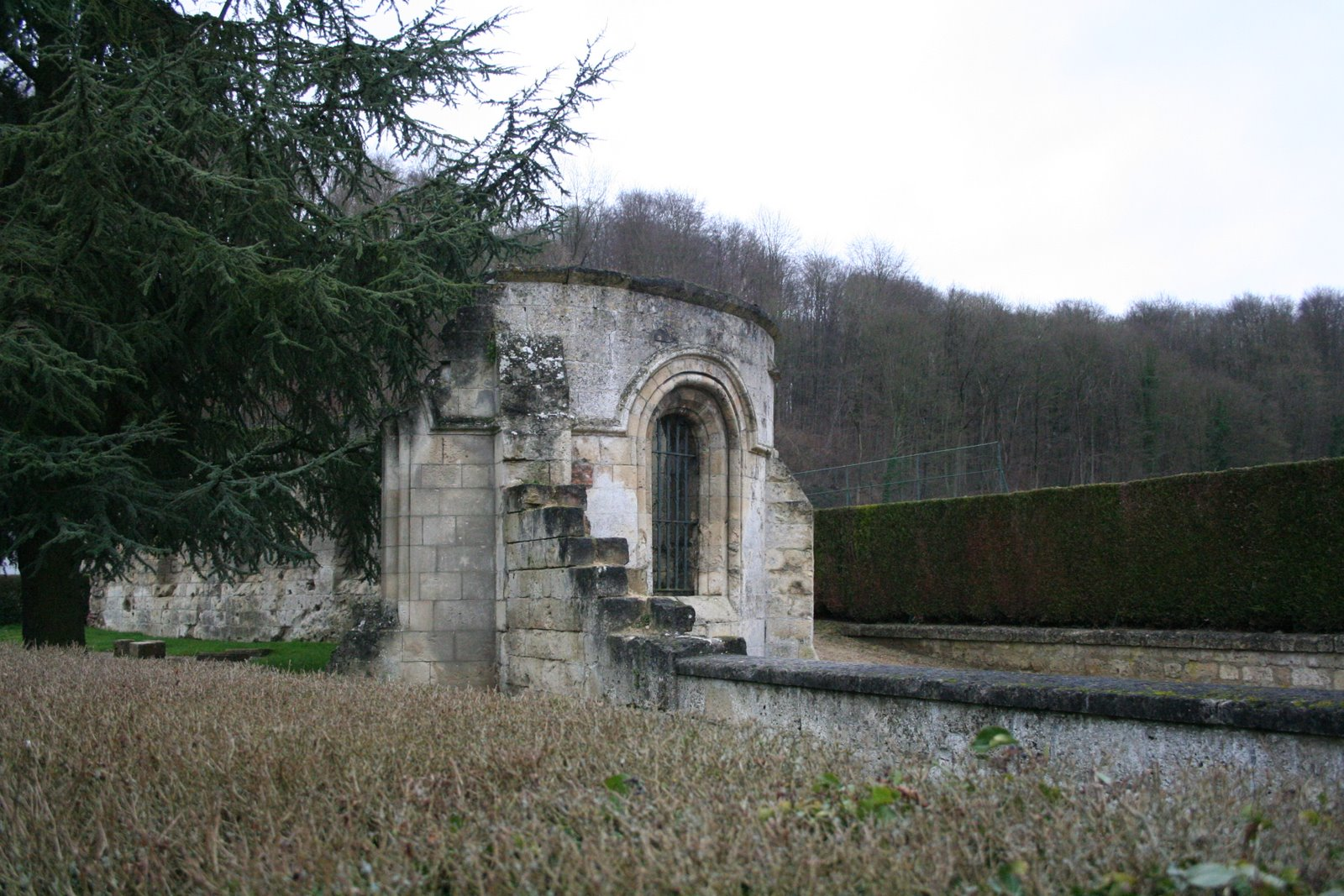
Ehemalige Abteikirche

## Gebäude
Von der mittelalterlichen Abtei ist kaum etwas erhalten geblieben. Lediglich drei Gebäude aus dem 17. und 18. Jahrhundert stehen noch, von denen eines als Norbert von Xanten geweihte Kirche genutzt wird. Der übrige Teil dient weiterhin als psychiatrisches Krankenhaus.